# C'era una volta in Bhutan
C'era una volta in Bhutan (The Monk and the Gun) è un film del 2023 diretto, scritto e co-prodotto da Pawo Choyning Dorji.
È stato scelto come film rappresentante il Bhutan nella categoria miglior film internazionale ai Premi Oscar 2024.

## Trama
Bhutan, 2006. La modernizzazione è finalmente arrivata. Il Bhutan diventa l’ultimo paese al mondo a connettersi a Internet e alla televisione, e ora è la volta del cambiamento più grande di tutti: il passaggio dalla monarchia assoluta alla democrazia. Per insegnare alla gente a votare, le autorità organizzano una finta elezione nel villaggio di Ura, ma gli abitanti del posto non sembrano convinti dell'innovazione, e basano le loro scelte più sui rapporti di parentela che sui programmi dei candidati, causando anche tensione all'interno delle famiglie quando questi vengono messi in secondo piano.
Dopo aver sentito la notizia alla radio, un anziano lama chiede al suo assistente, il maestro Tashi, che gli procuri due fucili prima del successivo plenilunio, senza specificare di più.
Intanto arriva in Bhutan Ron Coleman, un americano che colleziona armi da fuoco antiche e desidera acquistare un fucile della Guerra di Secessione arrivato chissà come nelle mani di un bhutanese. Con la sua guida Benji va a casa del suo attuale proprietario Penjor, con il quale conclude l'affare per 32 000 dollari. Benji porta Ron alla banca più vicina per prelevare il denaro; intanto arriva da Penjor l'assistente del lama, che gli chiede il fucile. Malgrado sia già d'accordo con Ron, Penjor glielo consegna senza volere denaro in cambio. Benji e Ron tornano da Penjor e per pochissimo non incrociano Tashi con il fucile, che ha accettato uno strappo dall'auto della commissione elettorale.
Tashi spiega ai membri della commissione che il fucile è stato richiesto dal lama, che intende tenere una cerimonia non meglio specificata; i commissari pensano allora di sfruttare questo fatto per aumentare l'affluenza alle urne, tenendo le elezioni nello stesso luogo. Tashi viene poi raggiunto da Ron e Benji, che gli spiega la situazione, ma il monaco rifiuta di consegnare il fucile, nemmeno dopo che gli sono stati mostrati i contanti. Tashi ribadisce che il fucile gli serve, e accetta uno scambio solo contro altri due fucili AK-47, visti su un dépliant, che Ron s'impegna a procurargli, ma nel frattempo trattiene l'arma con sé. 
Nonostante il poco tempo a disposizione, Ron riesce a procurarsi i fucili, grazie a un contrabbandiere locale. Il giorno delle elezioni il lama, dopo due anni di ritiro nell'eremo, scende al villaggio per il rito. Arriva a Ura anche una pattuglia della polizia, che cerca Ron in quanto trafficante d'armi, e si palesa proprio un attimo prima che Ron scambi i fucili con Tashi, che invita tutti a partecipare alla cerimonia.
Il lama prende la parola per dire che, all'inizio di un nuovo periodo per la storia del Bhutan, è il momento di costruire un nuovo stupa seppellendo nelle sue fondamenta un simbolo di negatività quale può essere un'arma da fuoco, per lasciarsi alle spalle l'odio e la violenza. A un poliziotto che si accinge ad arrestare Ron, Benji racconta che i kalašnikov che hanno portato con sé sono anch'essi offerte da seppellire sotto lo stupa; Tashi, nella sua ingenuità, conferma la storia. Alla fine della festa popolare, Ron può andarsene da uomo libero, portando con sé un dono del lama: una scultura beneaugurante a forma di fallo.

## Promozione
La versione in lingua italiana del trailer ufficiale è stata pubblicata online il 27 marzo 2024.

## Distribuzione
Il film è stato presentato in anteprima assoluta al Telluride Film Festival il 1º settembre 2023. Successivamente è stato presentato al Toronto International Film Festival il 9 settembre seguente e poi distribuito nelle sale statunitensi il 2 febbraio 2024.
In Italia il film è stato distribuito il 30 aprile 2024 da Officine UBU.